# Hosur, Gadag
Hosur là một làng thuộc tehsil Gadag, huyện Gadag, bang Karnataka, Ấn Độ.